# Équipe cycliste Ceratizit
L'équipe cycliste Ceratizit (officiellement Ceratizit Pro Cycling Team) est une équipe cycliste professionnelle féminine allemande, originaire du Royaume-Uni. Elle est dirigée par Graeme Herd. Elle devient professionnelle en 2017 et court avec une licence WorldTeam depuis 2024.

## Histoire de l'équipe

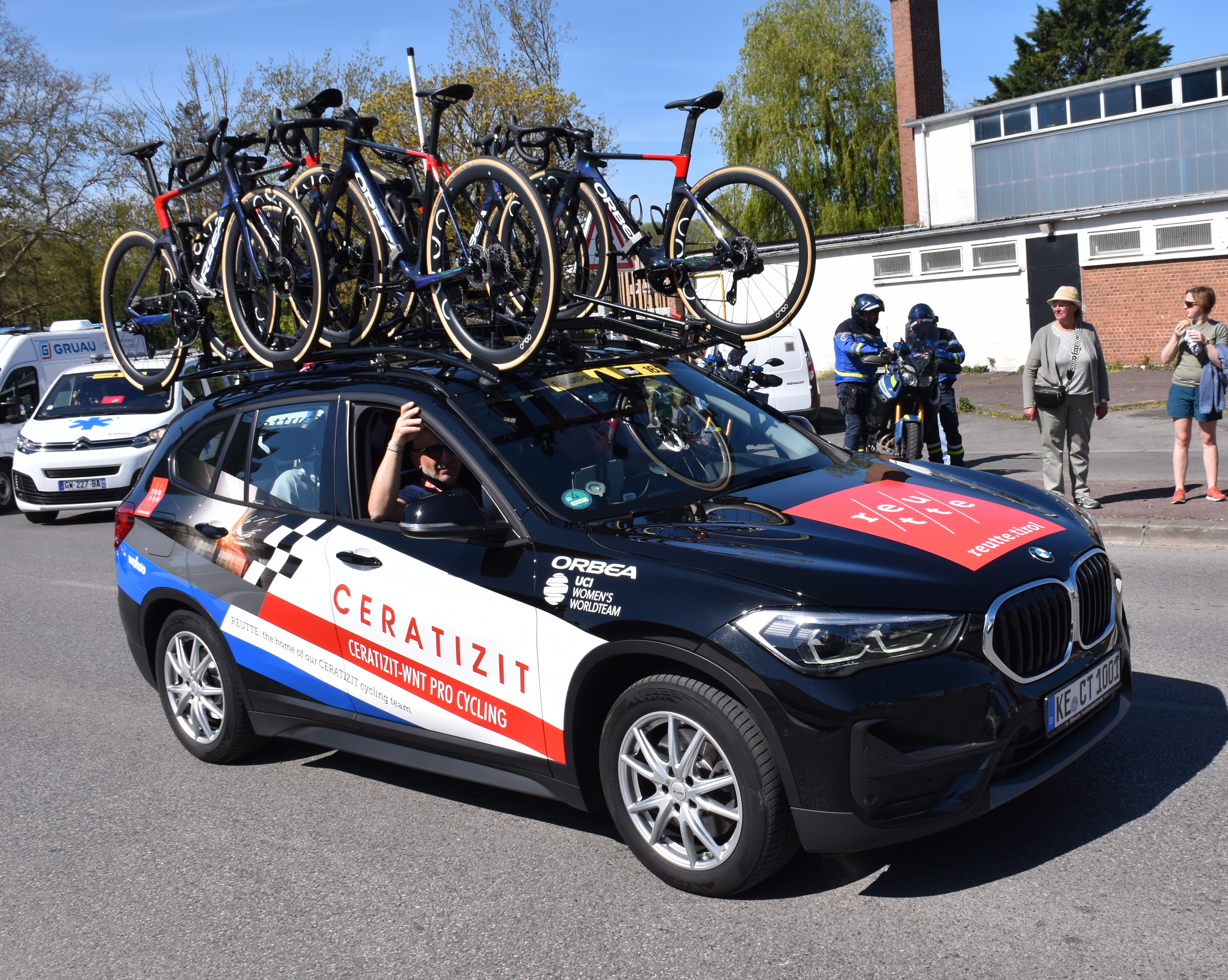
Véhicule Ceratizi Pro Cycling Team 2025.

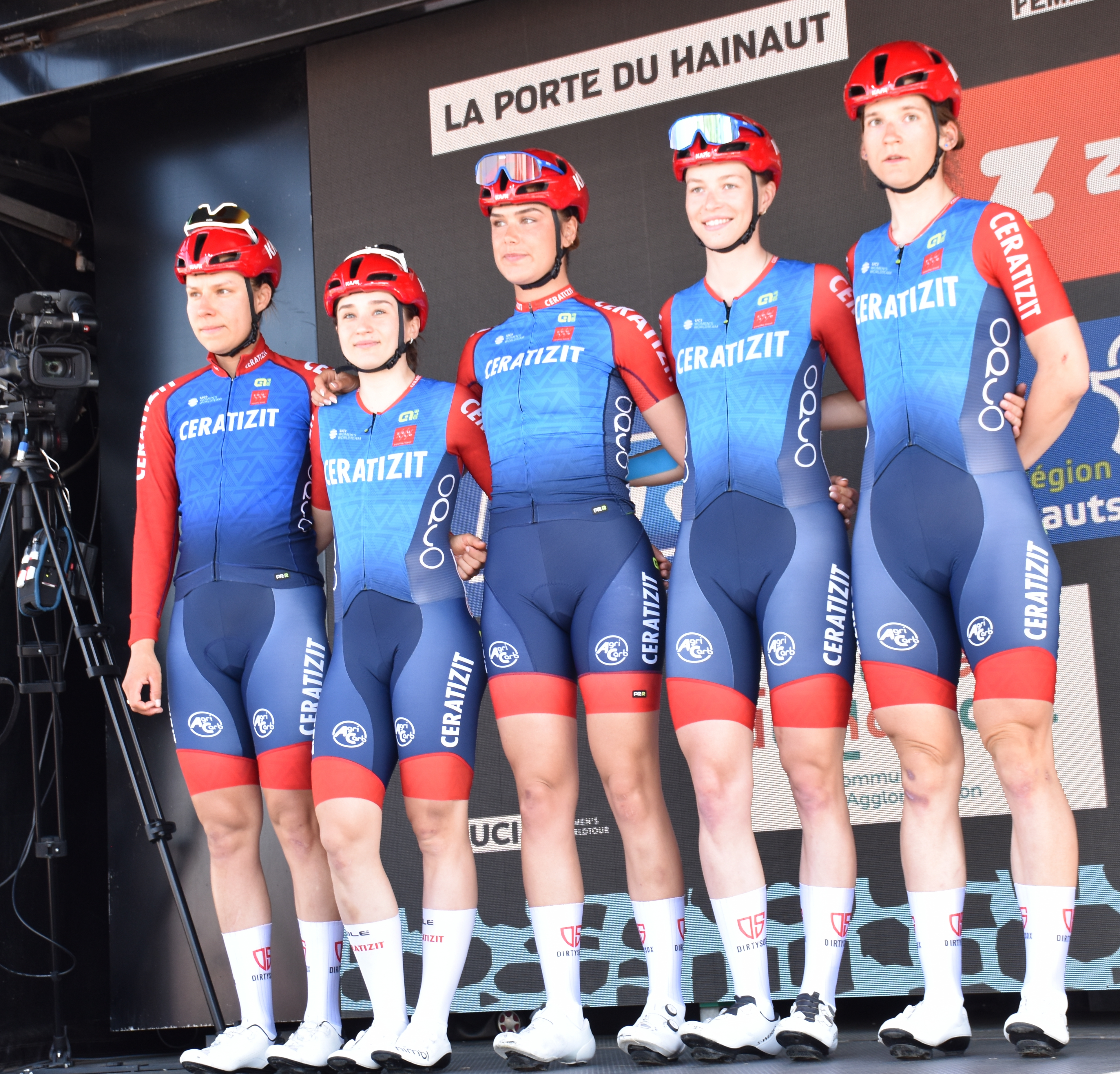
Présentation de l'équipe
Paris-Roubaix 2025.

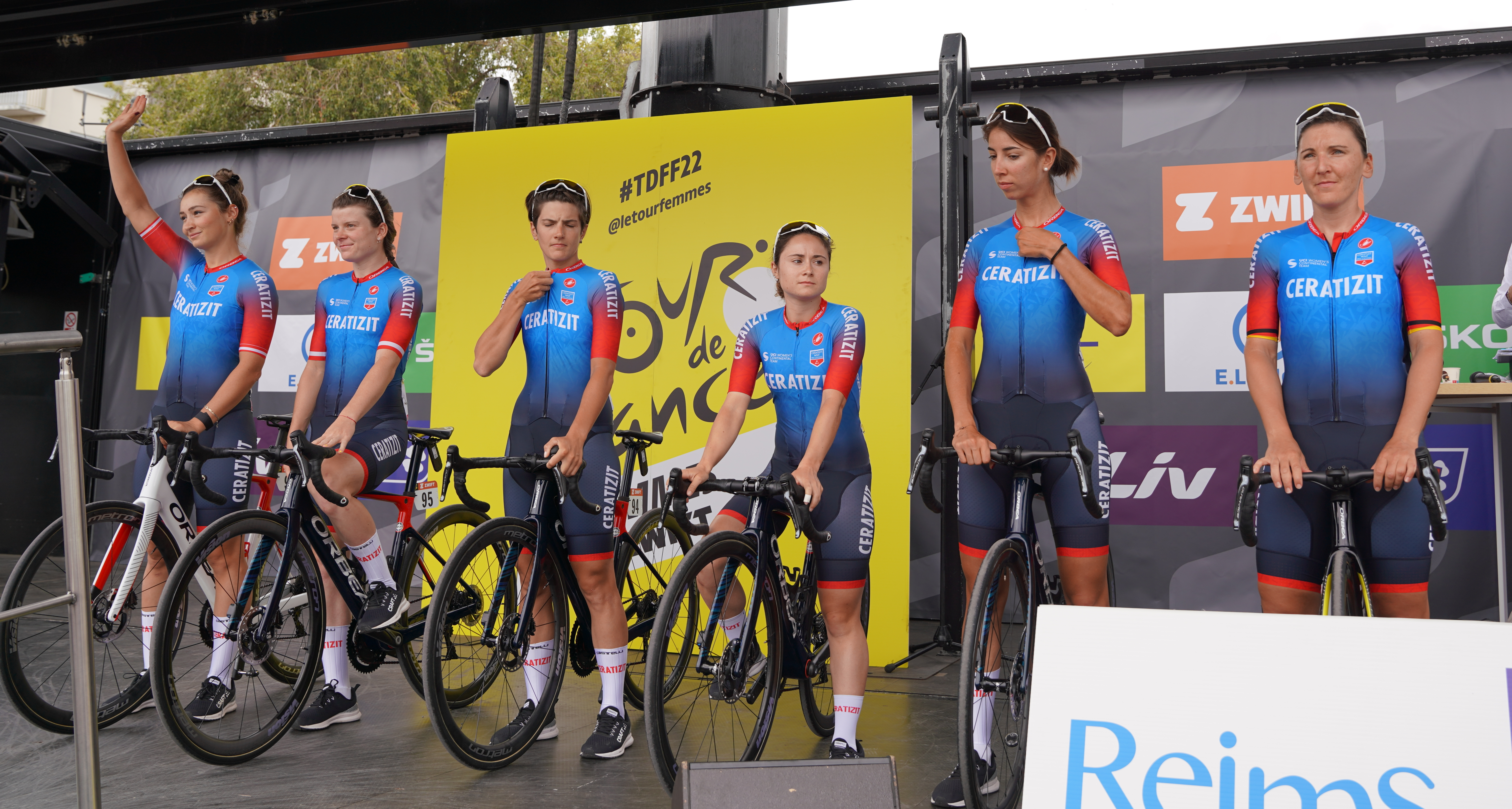
En 2022 sur le Tour de France.

L'équipe est créée en 2014 en tant qu'équipe enregistrée au niveau national à Sheffield, pour participer à des compétitions régionales britanniques. Le sponsor est alors WNT, qui appartient au groupe luxembourgeois Ceratizit, un fabricant de carbure de tungstène.
En 2017, l'équipe rejoint le circuit UCI, et remporte son premier succès international lors de la 4e étape de la Setmana Ciclista Valenciana.
Pour la saison 2018, un nouveau sponsor arrive, il s'agit du fabricant de composants de roues Rotor.
L'équipe évolue grandement en 2019, en passant sous pavillon allemand.
Pour la saison 2020, le groupe Ceratizit, maison mère de WNT, devient co-sponsor titre avec WNT. La marque Rotor reste sponsor, mais n'apparait plus dans le titre.
La saison 2023 est particulièrement réussie, l'équipe termine à la 2e place du classement continental, et peut donc légitimement postuler à une licence World Tour, qu'elle obtient pour la saison 2024.
Pour sa première saison en World Tour, l'équipe remporte 20 victoires, dont sa première sur le Tour de France Femmes avec le succès de Cédrine Kerbaol à Morteau lors de la 6e étape.
L'intersaison 2024-2025 est mouvementée. En octobre, l'équipe n'apparait pas dans la 1re liste des World Teams pour 2025, et début novembre Cédrine Kerbaol quitte l'équipe. Au total, ce sont 10 coureuses qui quittent l'équipe.
Néanmoins l'équipe conserve sa licence World Team, et parvient à attirer plusieurs coureuses, dont l'afghane Fariba Hashimi récente vainqueur d'étape sur le Tour Cycliste Féminin International de l'Ardèche.

## Classements UCI
Ce tableau présente les places de l'équipe au classement de l'Union cycliste internationale en fin de saison, ainsi que ses meilleures coureuses au classement individuel.
| Classement UCI | Classement UCI         | Classement UCI                              | Classement UCI |
| Année          | Classement par équipes | Meilleure coureuse au classement individuel |                |
| -------------- | ---------------------- | ------------------------------------------- | -------------- |
| 2017           | 27e                    | Hayley Simmonds (70e)                       |                |
| 2018           | 34e                    | Aafke Soet (144e)                           |                |
| 2019           | 9e                     | Lisa Brennauer (15e)                        |                |
| 2020           | 7e                     | Lisa Brennauer (4e)                         |                |
| 2021           | 12e                    | Lisa Brennauer (10e)                        |                |
| 2022           | 14e                    | Maria Giulia Confalonieri (42e)             |                |
| 2023           | 10e                    | Marta Lach (27e)                            |                |
| 2024           | 8e                     | Marta Lach (16e)                            |                |
|                |                        |                                             |                |
| Source : UCI   |                        |                                             |                |

L'équipe participe à l'UCI World Tour féminin.
| UCI World Tour | UCI World Tour         | UCI World Tour                              | UCI World Tour |
| Année          | Classement par équipes | Meilleure coureuse au classement individuel |                |
| -------------- | ---------------------- | ------------------------------------------- | -------------- |
| 2017           | 24e                    | Katie Archibald (82e)                       |                |
| 2018           | 32e                    | Aafke Soet (126e)                           |                |
| 2019           | 9e                     | Kirsten Wild (19e)                          |                |
| 2020           | 7e                     | Lisa Brennauer (3e)                         |                |
| 2021           | 12e                    | Lisa Brennauer (14e)                        |                |
| 2022           | 13e                    | Maria Giulia Confalonieri (42e)             |                |
| 2023           | 11e                    | Marta Lach (33e)                            |                |
| 2024           | 10e                    | Marta Lach (22e)                            |                |
|                |                        |                                             |                |
| Source : UCI   |                        |                                             |                |

## Encadrement
En 2017, Le directeur sportif est Graeme Herd et le représentant de l'équipe auprès de l'UCI est Tony Pennington. En 2018, Dirk Baldinger devient directeur sportif. En 2019, Claude Sun devient la représentante de l'équipe auprès de l'UCI.

## Ceratizit Pro Cycling Team en 2025

### Effectif
| Effectif 2025                    | Effectif 2025     | Effectif 2025 | Effectif 2025                       |
| Cycliste                         | Date de naissance | Pays          | Équipe précédente                   |
| -------------------------------- | ----------------- | ------------- | ----------------------------------- |
| Sandra Alonso                    | 19 août 1998      | Espagne       | Bizkaia-Durango (2021)              |
| Franziska Brauße                 | 20 novembre 1998  | Allemagne     |                                     |
| Kristýna Burlová                 | 25 mars 2002      | Tchéquie      | Lifeplus Wahoo (2024)               |
| Mylène de Zoete                  | 3 janvier 1999    | Pays-Bas      | AG Insurance NXTG (2022)            |
| Lana Eberle                      | 28 novembre 2003  | Allemagne     |                                     |
| Sara Fiorin                      | 24 septembre 2003 | Italie        | UAE Development Team (2024)         |
| Elena Hartmann (14 mars–31 déc.) | 12 décembre 1990  | Suisse        | Roland (2024)                       |
| Fariba Hashimi                   | 22 avril 2003     | Afghanistan   | Centre mondial du cyclisme (2024)   |
| Daniek Hengeveld                 | 17 novembre 2002  | Pays-Bas      | Team dsm-firmenich PostNL (2024)    |
| Marta Jaskulska                  | 25 mars 2000      | Pologne       | Liv Racing TeqFind (2023)           |
| Célia Le Mouël                   | 20 juillet 2000   | France        | St Michel-Mavic-Auber 93 (2024)     |
| Dilyxine Miermont                | 16 mai 2000       | France        | St Michel-Mavic-Auber 93 (2024)     |
| Sarah Van Dam                    | 4 décembre 2001   | Canada        | DNA Pro Cycling (2024)              |
| Petra Zsankó                     | 18 février 2001   | Hongrie       | RC ARBÖ-Tom Tailor-RBK-Wörgl (2024) |
|                                  |                   |               |                                     |
| Source : ProCyclingStats         |                   |               |                                     |

### Victoires
| Victoires | Victoires                          | Victoires | Victoires | Victoires        | Victoires |
| Date      | Course                             | Pays      | Classe    | Vainqueur        |           |
| --------- | ---------------------------------- | --------- | --------- | ---------------- | --------- |
| 17 janv.  | 1re étape, Women's Tour Down Under | Australie | 2.WWT     | Daniek Hengeveld |           |

## Saisons précédentes

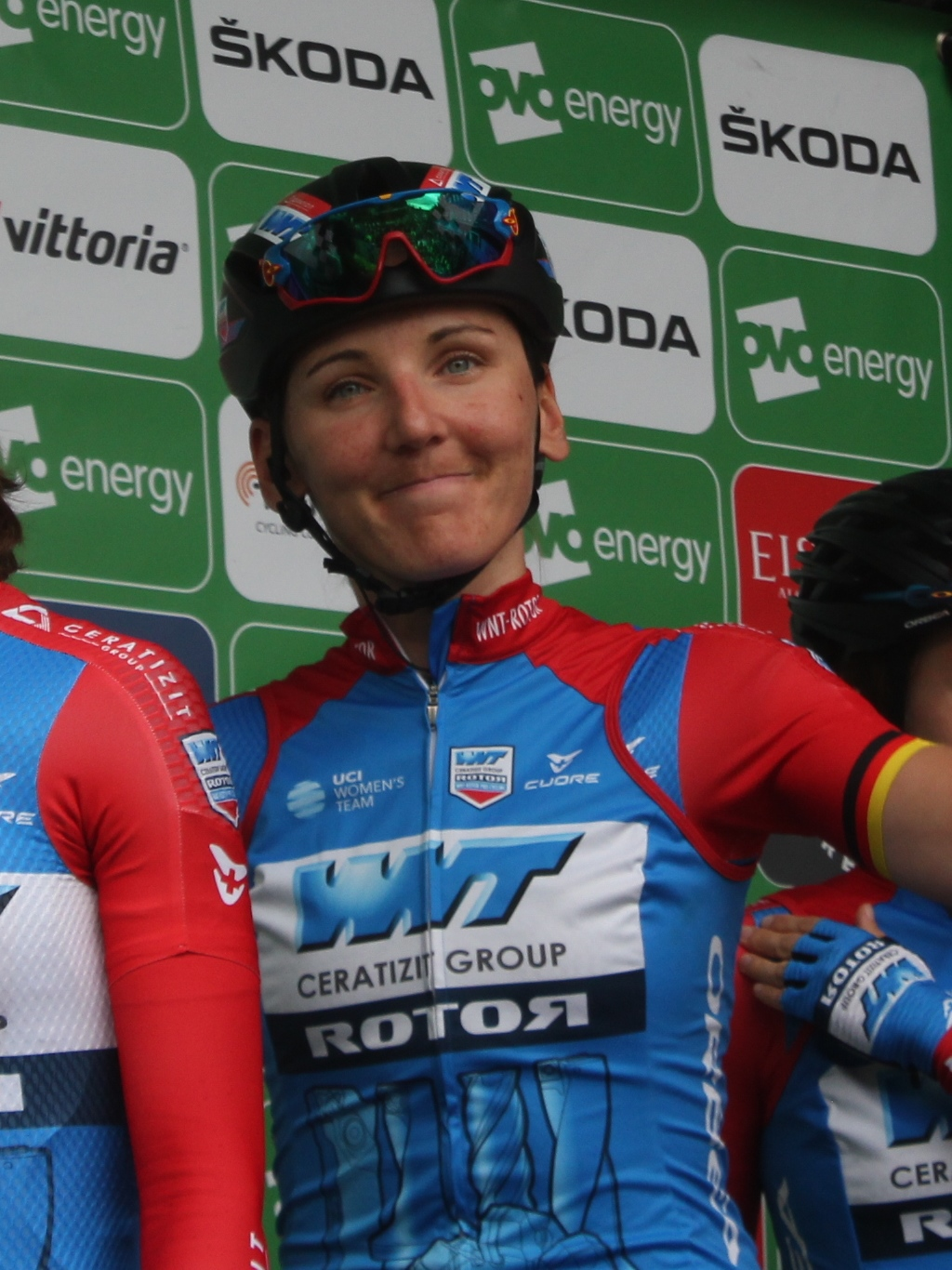
Lisa Brennauer en 2019
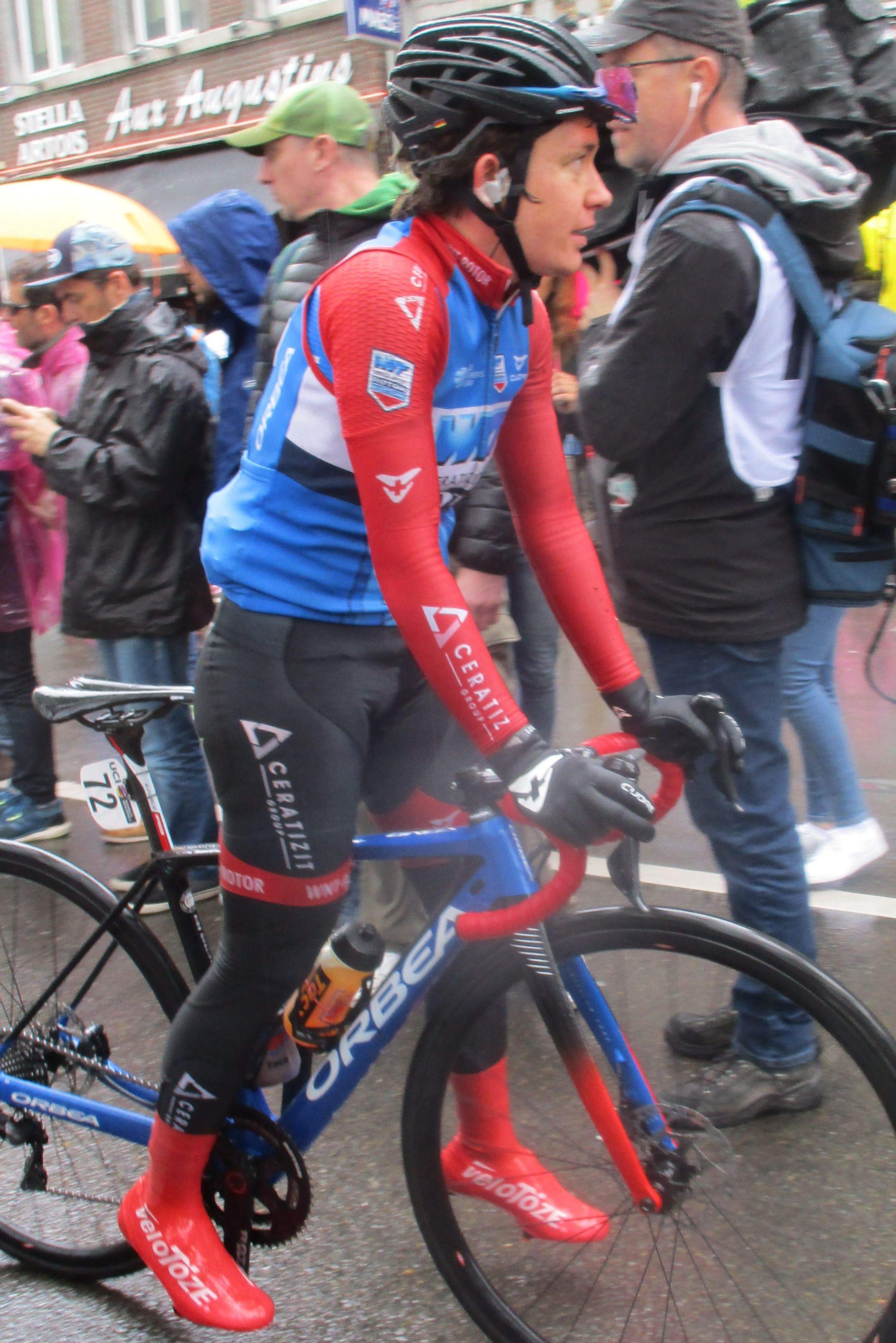
Kathrin Hammes en 2019
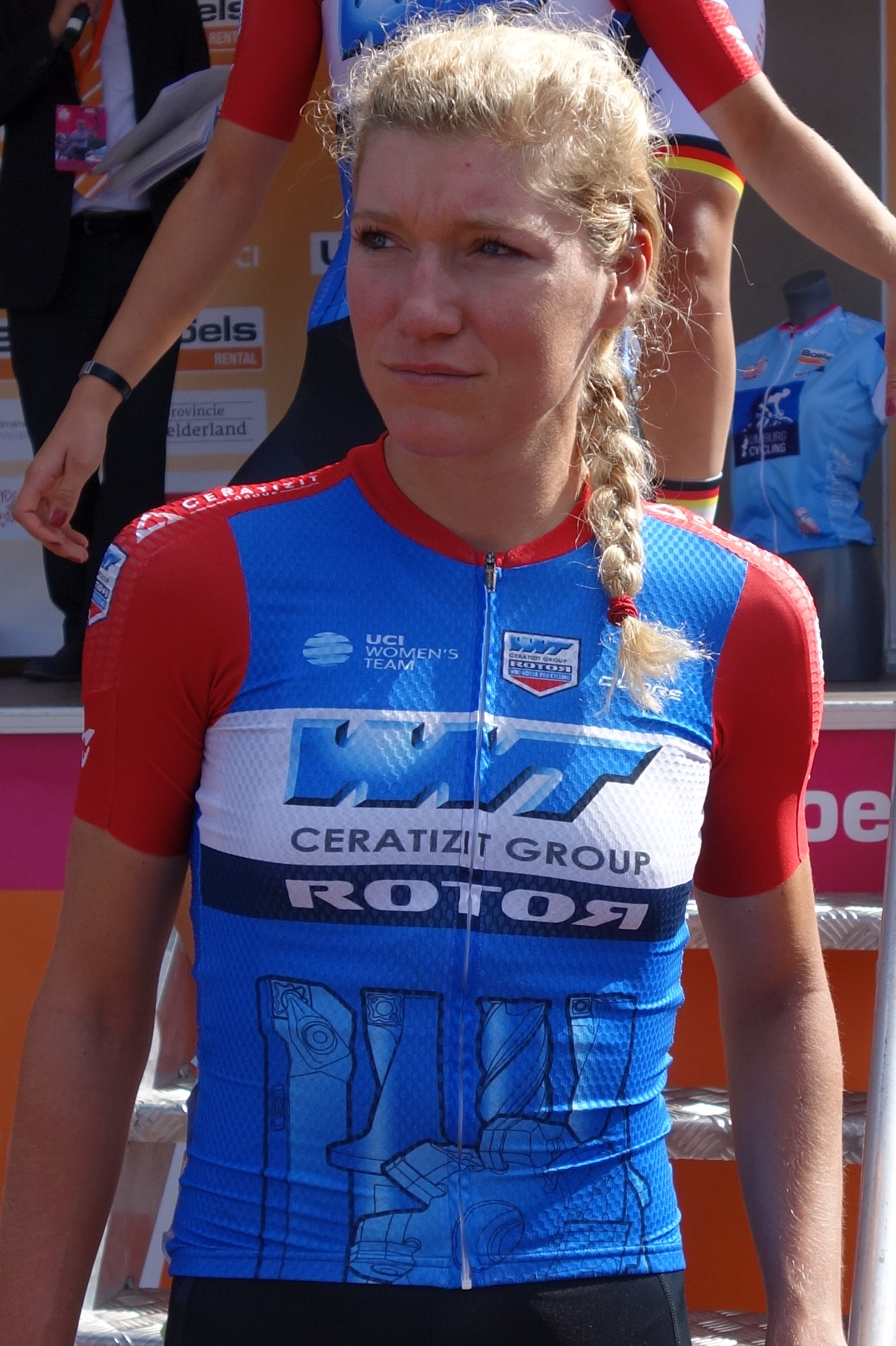
Claudia Koster en 2019
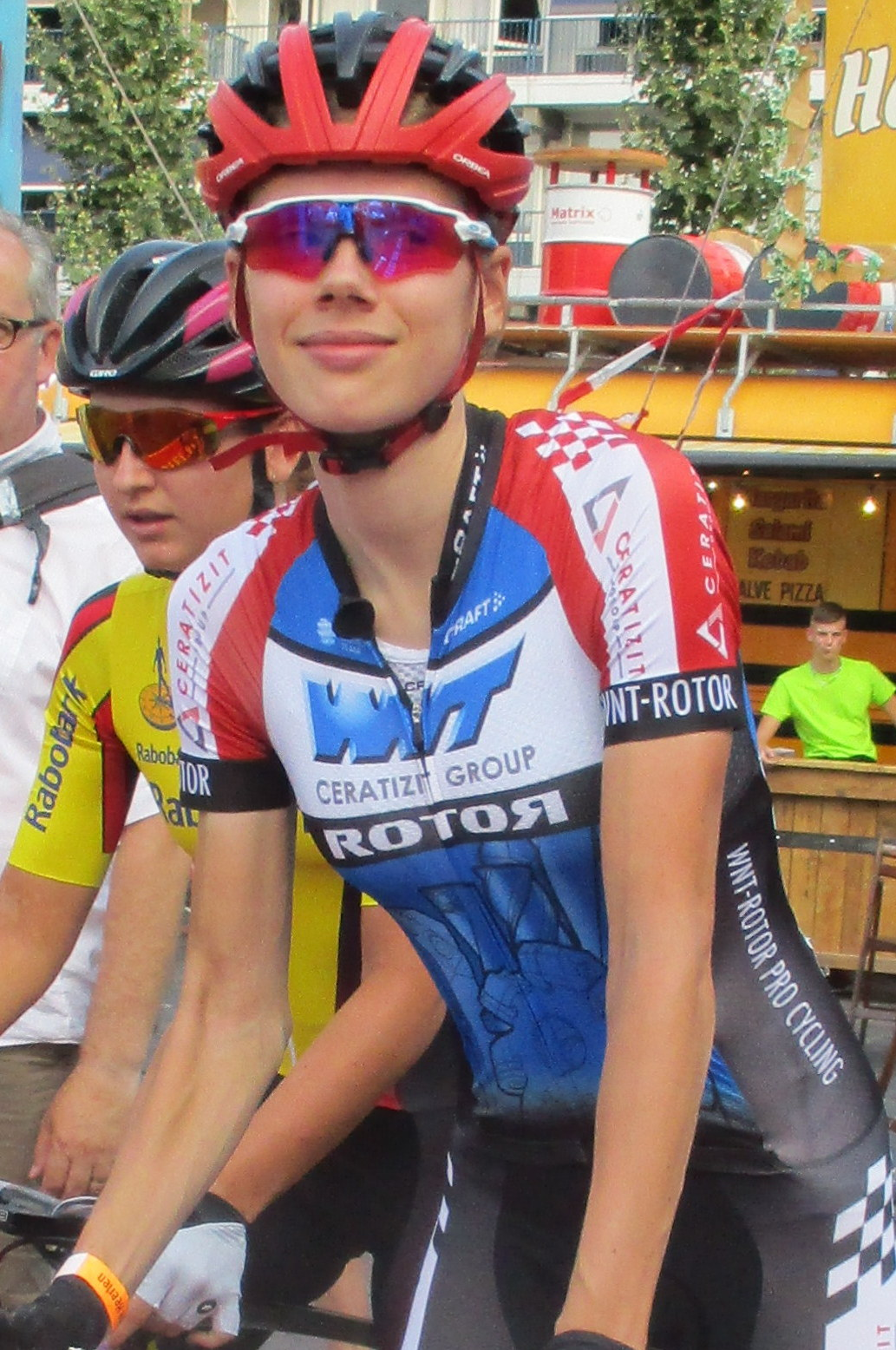
Aafke Soet en 2018
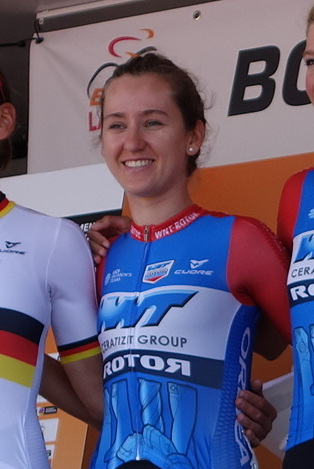
Lea Lin Teutenberg en 2019
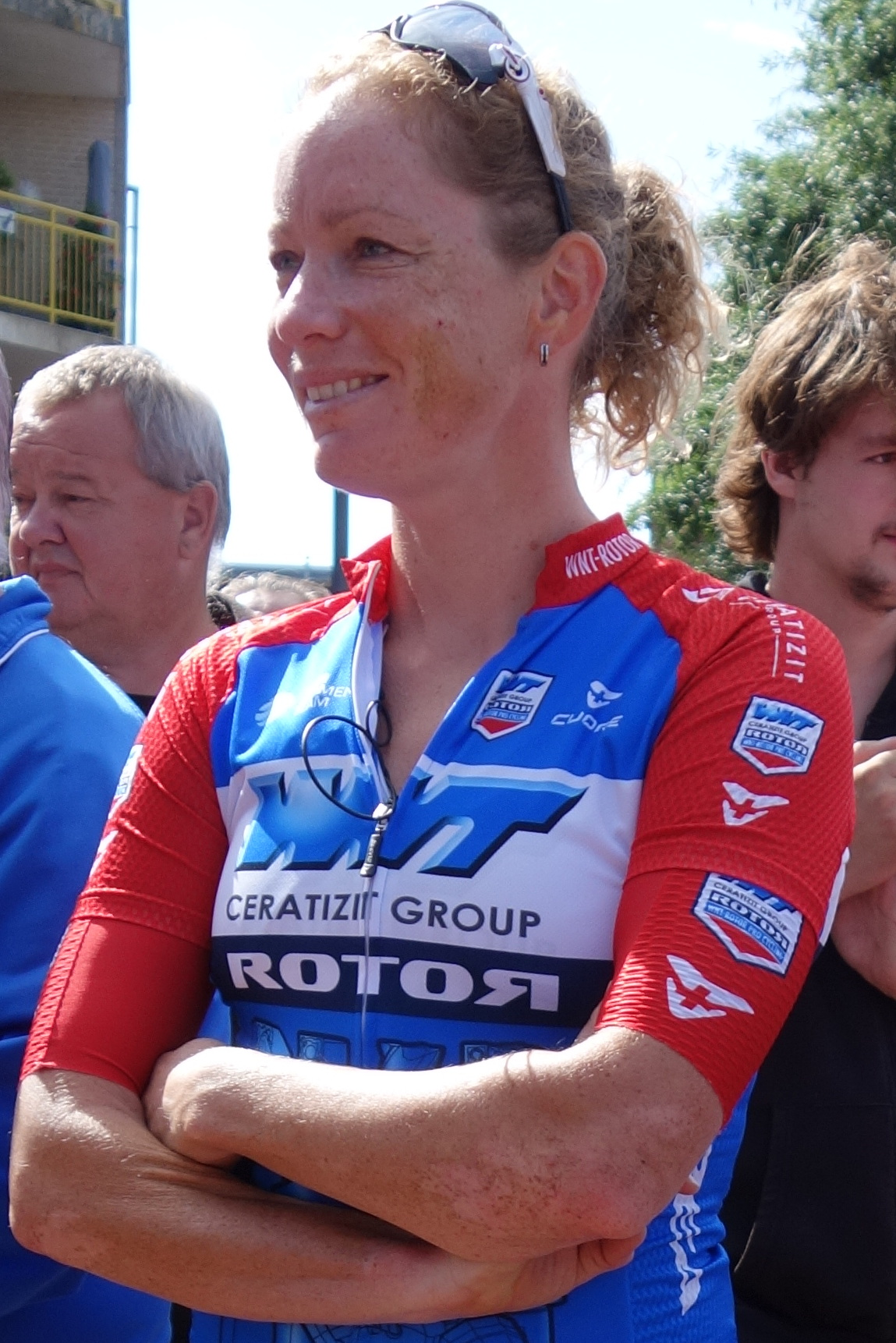
Kirsten Wild en 2019

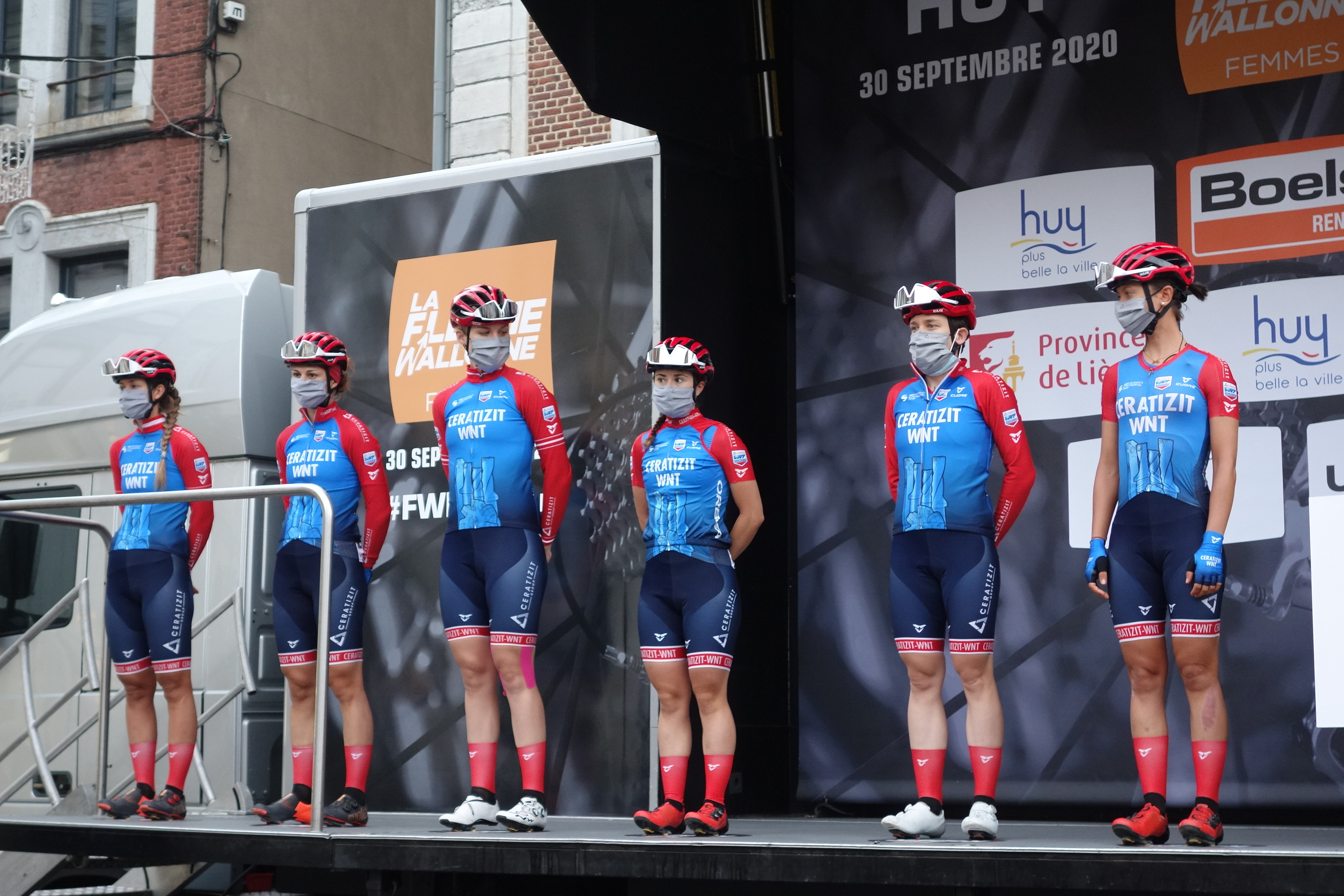
Équipe au départ de la Flèche wallonne

- Saison 2019

- Saison 2021